# Siebera ericoides
Siebera ericoides är en flockblommig växtart som beskrevs av George Bentham. Siebera ericoides ingår i släktet Siebera och familjen flockblommiga växter. Inga underarter finns listade i Catalogue of Life.